# Зайцев, Михаил Николаевич
Михаил Николаевич Зайцев (1826—1873) — русский архитектор, академик и профессор архитектуры Императорской Академии художеств.

## Биография
Михаил Зайцев родился в 1826 году; из крепостных графа С. Шереметьева. С юных лет проявил большие художественные способности и в возрасте 18 лет был отпущен графом на волю, получив при этом и право считаться вольноприходящим в классы Императорской Петербургской Академии художеств.
13 мая 1849 года получил большую серебряную медаль за «проект Гостиного двора», в 1850 году за проект «публичного гульбища» был удостоен малой золотой медали и в том же году выпущен классным художником по архитектуре.
В конкурсе на золотую медаль М. Н. Зайцев участвовал несколько раз, составляя проекты «казарм Кирасирского полка на 6 эскадронов», «инвалидного дома на 1000 человек» и, наконец, 24 сентября 1853 г. — «главного почтамта в столице». Этот проект, будучи на выставке Академии Художеств, обратил на себя внимание императора Николая I, который остался доволен этим проектом, а автор его был возведен в звание академика архитектуры, а вскоре становится архитектором нижегородского дворянского депутатского собрания.
В 1854 году Зайцев стал профессором архитектуры.
В 1859 году Зайцев руководил работами по отделке Мариинского женского института (Нижний Новгород, ул. Минина, 28).
Михаил Николаевич Зайцев умер в 1873 году.